# Christophe Balestra
Christophe Balestra est un programmeur et chef d'entreprise de jeux vidéo français. Il fonde Rayland Interactive et devient coprésident de Naughty Dog en 2003. Les séries Uncharted et The Last of Us ont été lancées sous sa direction. Il quitte l'entreprise en 2017.